# Dawson Creek Airport
Dawson Creek Airport är en flygplats i Kanada. Den ligger i den centrala delen av landet, 3 300 km väster om huvudstaden Ottawa. Dawson Creek Airport ligger 654 meter över havet.
Terrängen runt Dawson Creek Airport är platt norrut, men söderut är den kuperad. Trakten runt Dawson Creek Airport är nära nog obefolkad, med mindre än två invånare per kvadratkilometer.. Närmaste större samhälle är Dawson Creek, 4,1 km nordväst om Dawson Creek Airport.
Omgivningarna runt Dawson Creek Airport är en mosaik av jordbruksmark och naturlig växtlighet.